# ترور در مقابل ترور
ترور در مقابل ترور یک سازمان تروریستی یهودی بود که به حملات تروریستی به اهداف فلسطینی دست میزد.